# Missa solemnis (Bruckner)
La Missa solemnis, WAB 29, est une messe solennelle composée par Anton Bruckner en 1854 pour l'installation de Friedrich Mayer.

## Historique
À la suite du décès de Michael Arneth, Friedrich Mayer lui succéda en tant qu'abbé de l'Abbaye de Saint-Florian. La Missa solemnis, WAB 29, est une messe solennelle pour solistes, chœur, orchestre et orgue, composée par Bruckner pour l'installation de Friedrich Mayer. La Missa solemnis fut exécutée à l'Abbaye, le 14 septembre 1854, jour de l'installation de Mayer. Le manuscrit est archivé à l'abbaye.
Lorsque Robert Führer prit connaissance de la partition de la messe, il suggéra à Bruckner d'aller la montrer à Simon Sechter. Après avoir vu la partition, Sechter accepta de prendre Bruckner comme élève. À la possible exception du Psaume 146, la Missa solemnis fut la dernière grande œuvre que Bruckner composa avant la fin de sa période d'étude auprès de Sechter, car Sechter ne permettait pas à ses étudiants de composer lorsqu'ils étudiaient chez lui.
Une deuxième exécution de la Missa solemnis a eu lieu deux ans après le décès de Bruckner, le 4 mai 1898 (Floriani-Tag), à l'Abbaye de Saint-Florian sous la baguette du maître des chœurs Berhard Deubler. Le 29 mars 1921, la Missa solemnis a été exécutée par August Göllerich au cours du septième concert de la Linzer Bruckner-Stiftung.   

## Composition
La Missa solemnis, WAB 29, est composée pour solistes (soprano, alto, ténor et basse) chœur mixte, orchestre (2 hautbois, 2 bassons, 2 cors, 2 trompettes, trombones alto, ténor et basse, timbales et instruments à cordes) et orgue.
Selon la pratique catholique – comme dans la précédente Messe für den Gründonnerstag et les deux messes suivantes (no 1 et no 2) – le premier verset du Gloria et le Credo n'est pas composé et doit être entonné par le prêtre en mode grégorien avant la poursuite de l'exécution par le chœur. À l'inverse des précédentes Landmessen, le Gloria et le Credo de la Missa solemnis contiennent la totalité du texte de ces parties de la messe.
La composition comprend six parties principales :
1. Kyrie – Andante, si bémol mineur
2. Gloria
  1. "Et in terra pax..." – Allegro, sol mineur
  2. "Qui tollis peccata mundi..." – Andante, sol mineur ; soliste basse avec solo de hautbois, et chœur
  3. "Quoniam tu solus sanctus..." – Allegro, si bémol majeur
3. Credo
  1. "Patrem omnipotentem..." – Allegro moderato, si bémol majeur
  2. "Et incarnatus est..." – Adagio, fa majeur
  3. "Et ressurrexit tertia die..." – Allegro moderato, si bémol majeur
  4. "Et vitam venturi saeculi..." – Allegro moderato, si bémol majeur
4. Sanctus – Moderato, si bémol majeur
5. Benedictus – Moderato, mi bémol majeur
6. Agnus Dei
  1. "Agnus Dei..." – Adagio, si bémol majeur
  2. "Dona nobis pacem..." – Allegro, si bémol majeur

Durée totale : environ 31 minutes.
Stylistiquement cette messe, qui se situe à la suite des messes orchestrales de Beethoven, fait montre de l'affrontement de Bruckner avec la tradition. Malgré de nombreuses beautés de détail, les multiples influences procurent à l'œuvre une certaine hétérogénéité, dans laquelle sont « amalgamés » la technique de fugue de Bach, et des éléments des Musiques des périodes classique et préclassique viennoises, et du début du romantisme (Schubert).
Le Quoniam est une citation de la Missa sancti Bernardi von Offida de Joseph Haydn. Comme dans les messes suivantes, l' Et resurrexit est précédée par une classique "montée chromatique en stile agitato, qui figure le tremblement de la terre." Cette montée chromatique est répétée avant l' Et expecto resurrectionem mortuorum. Plusieurs passages de la Missa solemnis, notamment le Qui tollis du Gloria et la partie centrale du Credo, préfigurent la suivante Messe no 1 en ré mineur. Le Gloria et le Credo sont terminent par une fugue.
Robert Simpson ne trouve « rien de médiocre ou d'hésitant dans cette œuvre claire et puissante... la musique est souvent d'excellente qualité... la facture, quoique imparfaite, est admirable. »

## Éditions
L'édition Haas de la Bruckner Gesamtausgabe était basée sur la copie remise à Mayer. Au cours des années 1930 Ferdinand Habel apporta quelques modifications au texte des mesures 28-38 du Kyrie et 57-58 du Gloria, pour le rendre mieux utilisable pour la célébration eucharistique.
Dans l'édition suivante, Nowak a rejeté ces changements et a en outre amélioré le phrasé dans certaines parties des violons, que Haas n'avait pas à sa disposition,.
Le 25 juin 2017, la première d'une édition par Benjamin-Gunnar Cohrs, destinée à être incluse dans la Anton Bruckner Urtext Gesamtausgabe, a été exécutée par Łukasz Borowicz avec le RIAS Kammerchor et l'Akademie für Alte Musik Berlin.

## Discographie
Il n'y a que cinq enregistrements commerciaux de l'œuvre. Les trois enregistrements plus anciens suivent l'édition Haas avec les adaptations du texte de Habel. Rickenbacker suit l'édition Nowak. Selon Hans Roelofs, l'enregistrement de Hausmann (1983) est une réalisation remarquable pour un chœur non professionnel. Rickenbacher délivre un enregistrement de concert avec une excellente sonorité, Jürgens semble toujours être conscient du fait qu'il interprète une messe dans laquelle louange et humilité sont complétaires – Deux performances de haut niveau.
Le nouveau CD de Borowicz est certainement le bienvenu. L’exécution – à un niveau élevé – de la Missa solemnis est basée sur la nouvelle édition Urtext de Benjamin Gunnar Cohrs. Par ailleurs une tentative a été faite pour reconstruire partiellement le programme musical de la messe d’inauguration pour le prélat Friedrich Theophil Mayer,  qui a eu lieu le 14 septembre 1854 à Saint-Florian.
- Hubert Gunther, Bruckner - Missa Solemnis in B, Rheinische Singgemeinschaft et BRT-Radio Symfonieorkest – LP : Grenat G 40 170, vers 1980
- Elmar Hausmann, Anton Bruckner – Missa solemnis in B, Motetten, Chorgemeinschaft et Orchester an der Basilika St Aposteln de Cologne – LP : Aulos AUL 53569, 1983
- Jürgen Jürgens, Anton Bruckner – Music of the St. Florian Period, Monteverdi-Chor Hamburg et orchestre de chambre d'Israël – LP : Jérusalem Records ATD 8503, 1984 (Bruckner Archive Production). Transféré sur CD : BSVD-0109, 2011
- Karl Anton Rickenbacher, Bruckner - Missa Solemnis, Psalm 112 & Psalm 150, Chor der Bamberger Symphoniker et Bamberger Symphoniker – CD : Virgin Classics VC 7 91481, 1990
- Łukasz Borowicz, RIAS Kammerchor, Akademie für Alte Musik Berlin, Raphael Alpermann (orgue), Anton Bruckner – Missa solemnis – CD: Accentus ACC 30429, 2017 (Édition Cohrs, 2017)